# Ours Samplus
Ours Samplus ist ein Beatmaker-Duo aus Lille, Frankreich.

## Bandgeschichte
GuiB und Yousla begegneten sich erstmals im Jahre 2007 in der Hip-Hop- und Graffiti-Szene Lilles. Gemeinsam beschäftigten sie sich mit der Analyse von Hip-Hop-Produktionen und sammelten erste Erfahrungen mit Loops und Sampling. 2012 begannen sie mit der Produktion eigener Beats. Da sie in einer gemeinsamen Wohngemeinschaft lebten, konnten sie viel Zeit mit der Arbeit an Instrumentals verbringen und starteten bald das Projekt „One Day, One Beat“. Schnell entwickelten sie dabei ihren eigenen Stil, der die „fragile menschliche Verfassung“ widerspiegelt, ein breites „musikalisches Universum mit Hip-Hop-Basis“ aufspannt, zu dem Inspirationen aus „schwarzer Musik wie Jazz, Swing, Soul“ zu ganz eigenen, „warmen Klängen hinzugefügt werden“. Die ersten Gehversuche wurden auf der Plattform Soundcloud veröffentlicht. Die positiven Reaktionen der Hörer veranlassten das Duo dazu, sich noch mehr auf Musikproduktionen zu fokussieren und ihre Tätigkeit organisierter weiterzuführen.
Nachdem sie einige Alben und EPs auf CD und Vinyl veröffentlicht hatten, ergab sich die Gelegenheit, während der Corona-Pandemie im Grand-Sud-Theater in Lille ein Konzert mit dem Orchestre Symphonique Européen unter der Leitung des Dirigenten Pierre-Yves Gronier aufzunehmen, das über Culturebox / france.tv am 13. März 2021 ausgestrahlt wurde. Hierzu wurden einige der Tracks des Duos für eine Orchesterbesetzung neu arrangiert. Das gesamte Orchester trat in schwarzen Kapuzenhoodies auf, während die beiden Beatmaker mit ihrem technischen Equipment und in eher hellerer Kleidung im Mittelpunkt der Orchesteranordnung standen.
Anlässlich ihres im Frühjahr 2023 erschienenen Albums Bepolar erschien in der 67. Ausgabe des französischen Hip-Hop-Magazins „Starwax“ ein Interview mit dem Duo. Ours Samplus wurden dabei auch auf dem Cover der Ausgabe abgebildet.
Da einer der Mitglieder des Duos von Beruf Grafikdesigner ist, haben Ours Samplus die Möglichkeit, auch die Covergestaltung ihrer Veröffentlichung selbst zu übernehmen.
Seit Jahren sind Ours Samplus eng mit dem Kollektiv Tour De Manège verbunden.

## Diskografie

### Alben & EPs
- One Day One Beat (Collection, 2014)
- I.S.T.E.R.I. (EP, 2014)
- Moose Head (EP, 2016, gemeinsam mit GrandHuit)
- Last Frontier (Album, 2018)
- Friday Remixes (Collection, 2018)
- Orphan Loops (EP, 2018)
- Poetree (EP, 2019)
- Antares (EP, 2020)
- Bepolar (Album, 2022)